# Gianfranco Andreoletti
Gianfranco Andreoletti (Bergamo, 21 ottobre 1954) è un imprenditore e dirigente sportivo italiano.

## Biografia
Attivo nel campo della produzione di materie plastiche e presidente della multinazionale C.o.s.p.a. è altresì noto in quanto dal 1999 presidente dell'Unione Calcio AlbinoLeffe, società calcistica nata dalla fusione tra l'Albinese Calcio e il Leffe Calcio, che sotto la sua gestione ha disputato nove campionati consecutivi in Serie B e sfiorato la promozione in Serie A.